# Rowena Green Matthews
Rowena Green Matthews, née le 20 août 1938 est professeur émérite à l'Université du Michigan. Ses recherches portent sur le rôle des cofacteurs organiques comme partenaires des enzymes catalysant des réactions biochimiques difficiles, notamment l'acide folique et la Vitamine B12. Elle est élue à l'Académie nationale des sciences en 2002 et à l'Institut de médecine en 2004.

## Jeunesse et éducation
Matthews est née à Cambridge, en Angleterre, alors que son père, le biochimiste David E. Green, y est en congé sabbatique. Elle obtient son BA en biologie summa cum laude du Radcliffe College en 1960. En tant qu'étudiante de premier cycle, et pendant trois ans par la suite, elle travaille avec George Wald pour étudier un nouvel intermédiaire dans le blanchiment du pigment visuel rhodopsine qui coïncide temporellement avec l'initiation de l'excitation visuelle. Elle fait ensuite des études supérieures en biophysique à l'Université du Michigan, où elle fait sa thèse de recherche dans le laboratoire de Vincent Massey. Elle obtient son doctorat en 1969.

## Carrière académique
Après avoir terminé son doctorat, Matthews reste à l'Université du Michigan en tant que boursière postdoctorale dans le laboratoire de Charles Williams au département de chimie biologique et chercheuse scientifique adjointe à la division de recherche en biophysique en 1978. Elle est promue professeure agrégée en 1981, devient professeure titulaire en 1986 et professeure distinguée de l'université G. Robert Greenberg en 1995,,. En 2002, elle occupe le poste de professeur-chercheur principal et de membre fondateur du corps professoral de l'Institut des sciences de la vie Elle prend sa retraite en 2007, devenant professeur émérite.

## Prix
Elle reçoit de nombreuses reconnaissances et distinctions au cours de sa carrière, le prix Repligen décerné par l'ACS (2001), elle est élue à l'Académie nationale des sciences (2002) à la Société américaine de microbiologie (2002), à l'Institute of Medicine (2004), à l'Académie américaine des arts et des sciences (2005) et la Société américaine de philosophie (2009),. Elle reçoit le prix William C. Rose décerné par l'American Society for Biochemistry and Molecular Biology en 2000 et le Repligen Corporation Award in Chemistry of Biological Processes décerné par l'American Chemical Society en 2001.
Elle est conférencière Frederick Gowland Hopkins à la 12e Conférence internationale des ptéridines et des folates en 2001, un honneur qu'elle a particulièrement apprécié car son père avait travaillé avec Hopkins. Elle siège au Conseil consultatif médical de l'Institut médical Howard Hughes et au Conseil de l'Académie nationale des sciences.
L'Université du Michigan accueille une chaire honorant Matthews; depuis 2009, James Bardwell est titulaire de la chaire Rowena G. Matthews Collegiate.

## Recherches
Ses recherches portent sur le métabolisme à un seul carbone, avec un accent particulier sur les enzymes qui catalysent la génération de novo de groupes méthyle : la méthionine synthase, une enzyme dépendante du B-12 chez l'homme, et la méthylènetétrahydrofolate réductase,. Sa collaboration avec la généticienne Rima Rozen de l'Université McGill mène au clonage de la méthylènetétrahydrofolate réductase humaine et à la caractérisation du polymorphisme C677T associé à l'hyperhomocystéinémie chez l'humain,. Le polymorphisme peut conduire à une quantité élevée d'homocystéine dans le sang. Des concentrations élevées d'homocystéine dans le plasma peuvent augmenter le risque de maladies cardiovasculaires et il est démontré que l'utilisation d'acide folique diminue les quantités chez l'homme. En collaboration avec Martha Ludwig, elle élucide la première structure aux rayons X de la vitamine B12 liée à une protéine, la méthionine synthase dépendante de la cobalamine,,,.
Matthews est la fille aînée du biochimiste David E. Green et la tante de la sénatrice américaine Tammy Baldwin.